# Ondal
Ondal (o Andal) è una suddivisione dell'India, classificata come census town, di 19.504 abitanti, situata nel distretto di Bardhaman, nello stato federato del Bengala Occidentale. In base al numero di abitanti la città rientra nella classe IV (da 10.000 a 19.999 persone).

## Geografia fisica
La città è situata a 23° 36' 0 N e 87° 12' 0 E e ha un'altitudine di 75 m s.l.m..

## Società

### Evoluzione demografica
Al censimento del 2001 la popolazione di Ondal assommava a 19.504 persone, delle quali 10.389 maschi e 9.115 femmine. I bambini di età inferiore o uguale ai sei anni assommavano a 2.055, dei quali 1.094 maschi e 961 femmine. Infine, coloro che erano in grado di saper almeno leggere e scrivere erano 14.645, dei quali 8.426 maschi e 6.219 femmine.